# Autodafés au Chili

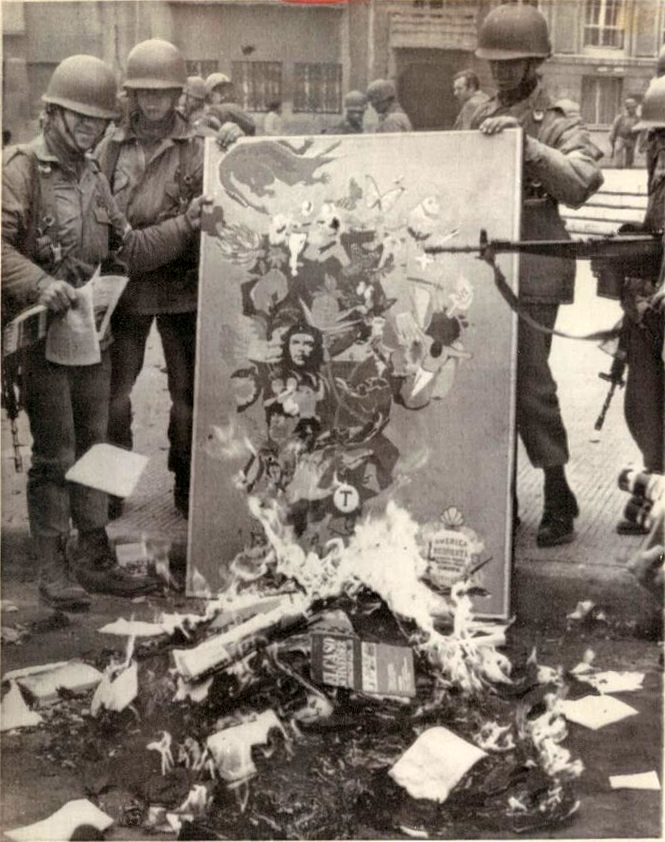
Soldats chiliens procédant à des autodafés en 1973.

Les autodafés au Chili ont été perpétrés par la junte militaire dirigée par le général Augusto Pinochet à la suite du Coup d'État du 11 septembre 1973 au Chili. Les militaires ont brûlé les livres considérés comme subversifs, et en particulier la littérature socialiste et celle qui allait à l'encontre de l'idéologie de la junte. Ceci faisait partie d'une campagne d'« extirpation du cancer Marxiste ».

## Contexte et faits
Au Chili, la littérature a une place importante et privilégiée dans la vie politique et sociale du Chili. En effet, le Chili compte deux prix Nobel de littérature, les poètes Gabriela Mistral et Pablo Neruda, ainsi que de nombreux écrivains talentueux dont certains ont bénéficié d'une reconnaissance internationale : Vicente Huidobro, Francisco Coloane, José Donoso, Luis Sepúlveda, Antonio Skarmeta, Isabel Allende, etc. C'est donc une réalité qui pouvait menacer un régime autoritaire comme celui de Pinochet.
Dès le jour du coup d'État, le 11 septembre 1973, la junte militaire annonce à la radio les nouvelles mesures culturelles, sous forme de 41 ordonnance. La no 26 déclare l'« occupation et la destruction » des éditions d'État Quimantu, alors « symbole de la démocratisation à travers la culture » ; Camilo Marks, auteur de La dictadura del proletariado explique également que « sa fermeture a marqué le début de la disparition de nombreux éditeurs, librairies, et du démantèlement du système éducatif au Chili, remplacé par un système pervers et excluant où toute expression littéraire et artistique était considérée comme subversive. »
À la suite du coup, les militaires entreprennent des raids pour débusquer de potentiels opposants au régime : tandis que certains sont emprisonnés, d'autres sont exécutés à l'Estadio Nacional de Chile, notamment. Par ailleurs, lors de ces raids, les militaires récupèrent et brûlent de nombreux livres : pas seulement concernant de la littérature marxiste, mais également de la littérature sociologique générale, des journaux et des magazines. Ils étaient en plus retirés des librairies et des bibliothèques.
Plusieurs autodafés ont été perpétrées par la junte du régime de Pinochet, et la circulation des livres a été très compromise jusqu'en juillet 1983, laissant ainsi une décennie de vide culturel dans tout le pays. Le 28 novembre 1986, les douanes chiliennes saisissent 14 846 copies de la première édition de L'Aventure de Miguel Littín, clandestin au Chili de Gabriel García Márquez à Valparaíso, sous les ordres de Augusto Pinochet,. D'autres livres ont également fait les frais de cette censure, dont le livre d'essais du candidat à la présidence vénézuélienne Teodoro Petkoff.
Les autodafés fomentent des protestes internationales : l' American Library Association les condamne en disant que c'est « une forme méprisable de suppression [qui] viole les droits fondamentaux du peuple Chilien. »

## Pinochet et la culture
En 2004, le journaliste chilien Juan Cristobal Peña découvre qu'Augusto Pinochet a monté secrètement une impressionnante bibliothèque personnelle d'environ 50 000 livres d'une valeur estimée à plus de 3 millions de dollars. Cette collection ne contient pas ou très peu de fiction ou de poésie : il s'agit essentiellement d'ouvrages d'histoire, de géographie, de marxisme et de socialisme, ainsi qu'un nombre important de dictionnaires et d'encyclopédies, et de livres sur Napoléon, son idole. Ils auraient été acquis dans les bibliothèques et librairies du centre de Santiago, soit en les achetant à des libraires après que ceux-ci les ont confisqués, soit via des saisies, soit avec les fonds de l'État. Par ailleurs, cette bibliothèque secrète comprenait de nombreuses caisses pleines de livres non ouvertes, et le journaliste estime qu'il est de toute façon quasiment impossible que Pinochet ait tout lu.
Selon l'analyse du journaliste dans son livre La vie littéraire secrète d’Augusto Pinochet, Pinochet manquait terriblement de culture générale, contrairement à ses opposants, et avait conscience de ce complexe d'infériorité.